# Scott Plank
Scott Chapman Plank (Washington D.C., 11 november 1958 – Los Angeles, 24 oktober 2002) was een Amerikaans acteur.

## Biografie
Plank begon met acteren in 1984 in de film The Princess and the Call Girl. Hierna heeft hij nog meerdere rollen gespeeld in films en televisieseries zoals Melrose Place (1997-1998) en Air America (1998-1999).
Plank was op 21 oktober 2002 betrokken bij een auto-ongeluk, hij stierf aan zijn verwondingen op 24 oktober 2002.

## Filmografie

### Films
- 2005 Guns Before Butter – als Teddy
- 2003 Holes – als Trout Walker
- 2001 The Flying Dutchman – als Ethan
- 1999 Three Secrets – als Gil
- 1997 Moonbase – als John Russell
- 1996 Marshal Law – als Randall Nelson
- 1996 American Strays – als Sonny
- 1996 Co-ed Call Girl – als Ron Tamblin
- 1995 Without Evidence – als Kevin Francke
- 1994 Saints and Sinners – als Big Boy
- 1993 Dying to Remember – als inspecteur Jeff Alberts
- 1993 Without Warning: Terror in the Towers – als Gary Geidel
- 1992 Mr. Baseball – als Ryan Ward
- 1990 Pastime – als Randy Keever
- 1989 L.A. Takedown – als Vincent Hanna
- 1989 Wired – als Herb Axelson
- 1988 Desert Rats – als Joshua Bodeen
- 1988 The In Crowd – als Dugan
- 1985 A Chorus Line – als danser
- 1984 The Princess and the Call Girl – als ??

### Televisieseries
Uitgezonderd eenmalige gastrollen.
- 2001-2003 The Division – als John Exstead jr. – 6 afl.
- 2000-2001 Baywatch – als Sam Parks – 4 afl.
- 1998-1999 Air America – als Wiley Ferrell – 26 afl.
- 1997-1998 Melrose Place – als Nick Reardon – 12 afl.
- 1995-1996 Strange Luck – als Eric Sanders / Arthur Vandenberg – 4 afl.
- 1992-1995 Red Shoe Diaries – als Nick – 2 afl.
- 1991 Sons and Daughters – als Gary Hammersmith – 7 afl.

- Biblioteca Nacional de España: XX1550350
- Gemeinsame Normdatei: 141764872
- International Standard Name Identifier: 0000 0003 5814 0105
- Library of Congress Control Number: no2017105133
- Nederlandse Thesaurus van Auteursnamen: 180693077
- Système universitaire de documentation: 147468698
- Virtual International Authority File: 205151010
- WorldCat: E39PBJd3Hqhwy8wxkDRkxdt9Xd